# Alfa Librae
Alfa Librae (α Lib, Zubenelgenubi) – gwiazda w gwiazdozbiorze Wagi. Jest odległa od Słońca o około 76 lat świetlnych.

## Nazwa
Tradycyjna nazwa gwiazdy, Zubenelgenubi, wywodzi się od arabskiego ‏لزُبَانَى الجَنُوبِي‎ al-zubānā al-janūbiyy, co oznacza „południowe szczypce” (Skorpiona), jako że była ona traktowana dawniej jako część gwiazdozbioru Skorpiona. Nazwa ta jest tłumaczeniem określenia stgr. Χηλή νότιος, pochodzącego z Almagestu Ptolemeusza. Współczesnemu przypisaniu do gwiazdozbiorowi Wagi odpowiada arabska nazwa ‏الكفة الجنوبية‎ al-kiffa al-janūbiyy, „południowa szala” (Wagi), która została częściowo przetłumaczona na łacinę w czasem spotykanej formie Kiffa australis. Międzynarodowa Unia Astronomiczna W 2016 roku formalnie zatwierdziła użycie nazwy Zubenelgenubi dla określenia najjaśniejszego składnika systemu.

## Charakterystyka obserwacyjna
Jest to druga co do jasności gwiazda konstelacji. Jest to gwiazda wielokrotna, okiem nieuzbrojonym można rozdzielić dwa składniki, które są gwiazdami spektroskopowo podwójnymi. Obserwowana wielkość gwiazdowa widocznych dla gołego oka składników to 2,75 i 5,15m, zaś ich wielkość absolutna jest równa odpowiednio 0,92 i 3,34m. Dzieli je na niebie 231,1 sekundy kątowej, prawie cztery minuty kątowe (pomiar z 2012 roku).

## Charakterystyka fizyczna
Jasna Alfa Librae A i słabsza Alfa Librae B charakteryzuje podobny ruch własny i najprawdopodobniej są one związane grawitacyjnie. W przestrzeni dzieli je odległość co najmniej 5500 au i jedno okrążenie wspólnego środka masy zajmuje ponad 200 tysięcy lat.
Jaśniejszą gwiazdę tworzą składniki należące do typu widmowego A. Jest ona sklasyfikowana jako możliwy podolbrzym. Ma temperaturę 8500 K. Słabsza gwiazda Alfa Librae B to gwiazda ciągu głównego, reprezentuje typ widmowy F. Ma ona temperaturę około 6700 K. Układ ten może należeć do gromady ruchomej Kastora, wraz z Kastorem, Wegą i Fomalhautem.
Gwiazda zmienna KU Librae, oddalona o 2,6°, ma ruch własny zgodny z układem Alfa Librae. Pomimo oddalenia o około parsek, może być związana z nim grawitacyjnie i być dalekim, piątym składnikiem systemu. Jest to żółty karzeł należący do typu G8.
W pobliżu znajduje się także obiekt oznaczony HIP 72603C. Jest to brązowy karzeł lub nawet podkarzeł reprezentujący typ widmowy M. Jest to niezwiązany z Alfa Librae obiekt tła.